# Enoplognatha oelandica
Enoplognatha oelandica là một loài nhện trong họ Theridiidae.
Loài này thuộc chi Enoplognatha. Enoplognatha oelandica được Tord Tamerlan Teodor Thorell miêu tả năm 1875.